# Anna Korakaki
Anna Korakaki (8 de abril de 1996) é uma atiradora olímpica grega, campeã olímpica.

## Carreira

### Rio 2016
Anna Korakaki representou a Grécia nas Olimpíadas de 2016, conquistou a medalha de bronze na pistola de ar 10m.
Na prova de Tiro nos Jogos Olímpicos de Verão de 2016 - Pistola 25 m feminino, ela venceu na disputa pelo ouro a alemã Monika Karsch